# Шпажник
Шпажник, или Гладио́лус (лат. Gladíolus) — род многолетних клубнелуковичных растений семейства Ирисовые (Iridaceae). Латинское (и русское тоже) название произошло от лат. gladius — «меч» и связано с тем, что листья гладиолуса по форме напоминают шпаги. Природный ареал — тропические и субтропические районы Африки, Средиземноморья, Средние Европа и Азия, Западная Сибирь. Род включает около 280 видов, из которых 163 происходят из южной части Африки, 10 — из Евразии, 9 произрастают на Мадагаскаре.

## Ботаническое описание
Растения многолетние, клубнелуковичные. Клубнелуковица округлая, возобновляется ежегодно, одета плёнчатыми чешуйками от белой до чёрно-вишнёвой окраски.
Стебли прямые неветвящиеся, одиночные, облиственные, 50—150 см высотой. Листья тонкие, линейные или мечевидные, 50—80 см длиной, голубовато-зелёного цвета. Влагалища листьев смыкаются вокруг стебля, придавая ему дополнительную прочность.
Цветки собраны в одностороннее, двустороннее или спиральное колосовидное соцветие до 80 см длиной, рыхлое, среднеплотное или плотное. Цветки сидячие с простым воронковидным околоцветником из шести неодинаковых долей, сросшихся основаниями, различной величины и формы.
Плод — трёхстворчатая коробочка. Семян много, они круглые или овальные, коричневые.
Размножают клубнелуковицами и клубнепочками (чаще их называют детками). Используют в основном для срезки. Срезанные соцветия стоят в воде 10—12 суток .
Растение декоративное. 2 вида в Красной книге СССР .

## Виды
По информации базы данных The Plant List (2013), род включает 280 видов. Некоторые из них:
- Gladiolus baumii Harms
- Gladiolus communis L. typus[11] — Шпажник обыкновенный, или Гладиолус обыкновенный
- Gladiolus imbricatus L. — Шпажник черепитчатый, или Гладиолус черепитчатый
- Gladiolus murielae Kelway — Шпажник Мюриэл, или Гладиолус Мюриэл
- Gladiolus palustris Gaudin — Шпажник болотный, или Гладиолус болотный
- Gladiolus tenuis M.Bieb. — Шпажник тонкий, или Гладиолус тонкий

## История применения и селекции
Около 300 года до н. э. клубнелуковицы гладиолусов употребляли в пищу, запекая их или используя в качестве основы для лепёшек, размалывая вместе с луком.
В I веке н. э. гладиолусы упоминаются Плинием в связи с их якобы магической силой уберегать воина от гибели и приносить победу. Для достижения этой цели воину необходимо было повесить на шею клубнелуковицу гладиолуса в качестве амулета.
Диоскорид описал дикорастущие виды гладиолусов (Gladiolus segentum) в 50-е годы н. э.
В Средние века муку из гладиолусов добавляли при выпекании хлеба.
Многочисленные сорта с крупными соцветиями (до 1 м) используют в садоводстве с конца XVI — нач. XVII веков .
В XVII—XVIII веках гладиолусы использовали в лечебных целях, как мочегонное средство у кормящих матерей или как болеутоляющее при зубной боли.
Южноафриканские виды гладиолусов появились в Европе лишь в XVII веке, став родоначальником большинства современных сортов. В 1807 году англичанин Уильям Герберт получил первые межвидовые гибриды гладиолусов, скрестив несколько южноафриканских видов. Именно тогда зародился декоративный интерес к гладиолусам.
В 1837 году бельгийский селекционер М. Беддингауз, садовник герцога Аренберга из Ангьена, вывел первые гибриды летнецветущих гладиолусов, получивший название гентский гладиолус (Gladiolus gandavensis), число которых к 1880 году насчитывало около двух тысяч.
В 1887 году появился примуловидный гладиолус (Gladiolus primulinus).
В США гладиолусы попали в конце XIX века, где селекционером Амосом Кундердом из Индианы в 1907 году был выведен сорт гладиолусов с гофрированными цветками.
Гладиолусы используются в качестве пищевых растений личинками некоторых видов чешуекрылых, включая совку ленточную большую и гладиолус трипсы.

## Классификация садовых гладиолусов
Садовые гладиолусы происходят от скрещивания различных европейских и африканских видов, поэтому все сортовые гладиолусы теперь относятся к гибридному садовому виду — Gladiolus × hybrydus hort. Международная регистрация сортов гладиолусов осуществляется Североамериканским советом гладиолусоводов. В 1945 году в Америке была разработана классификация сортов гладиолусов, описывающая каждый сорт по цвету и размеру цветков с помощью цифровых кодов. По мере накопления опыта и появления новых сортов эта классификация совершенствовалась, и в нынешнем своём виде она содержит пять классов по размеру цветков и десять классов по основным группам окраски.
Первая цифра кода (от 1 до 6) обозначает размер цветков:
- 1 — миниатюрные,
- 2 — мелкие,
- 3 — средние,
- 4 — крупные,
- 5 — гигантские.
- 6 — окружностные

Вторая цифра кода (от 0 до 9) относит сорт к определённой группе окрасок:
- 0 — белые и зелёные,
- 1 — жёлтые,
- 2 — оранжевые,
- 3 — лососёвые,
- 4 — розовые,
- 5 — красные,
- 6 — малиновые,
- 7 — лиловые и пурпурные,
- 8 — голубовато-сиреневые и фиолетовые (их ещё иногда условно называют синими и голубыми),
- 9 — дымчатые и коричневые.

Третья цифра кода даёт информацию об интенсивности цвета и о наличии дополнительных цветов в окраске. Если цветок одноцветный, то эта цифра чётная, если на нём имеются пятна других цветов, то к этой цифре прибавляется единица.
Например, для малиновых сортов:
- 60 — малиново-розовые,
- 62 — светло-малиновые,
- 64 — малиновые,
- 66 — тёмно-малиновые,
- 68 — чёрно-малиновые.

Цифра 8 «зарезервирована» для «чёрных» окрасок, поэтому, естественно, во многих классах (например, розовом, жёлтом, оранжевом, лососёвом) она отсутствует.
Кодировка для белых и зелёных сортов:
- 00 — белые,
- 02 — светло-зелёные,
- 04 — зелёные.

На фото — «Дыхание осени» 423-С-00 Васильев. Сорт с крупными цветками (код 400), светло-оранжевый и золотистый цвет лепестков (код 22) плавно переходит в лимонно-зеленоватое пятно в центре (+1).

### Сорта
Единовременно в мире существует около 5000 сортов гладиолусов. Старые сорта постепенно сходят со сцены (при вегетативном размножении накапливаются дефекты копирования ДНК, а из-за этого жизнеспособность сорта постепенно снижается); считается, что средний срок жизни сорта составляет порядка десяти лет. Однако есть и отдельные сорта-долгожители, успешно существующие уже на протяжении трёх десятков лет. На смену старым сортам приходят новые, со всё более сложными и необычными окрасками, сложной гофрировкой и улучшенными прочими признаками.